# Jasmin Pinto
Jasmin Pinto Solar (Buena Vista, Santa Cruz, Bolivia; 12 de enero de 1997) es una modelo y reina de belleza boliviana. que fue acreedora del título Miss Santa Cruz 2017, que le dio la oportunidad de participar del concurso nacional el Miss Bolivia Universo 2017, en el que ganó la corona del Miss Bolivia Mundo 2017, y por ende será la representante de dicho país en el Miss Mundo 2017.

## Biografía y trayectoria
Jasmin nació en Buena Vista, el 12 de enero de 1997. A finales del 2016, con apenas 18 años gana el certamen Miss Buena Vista 2016, y así es que incursionó en el modelaje y participó en el concurso departamental. Ella es una deportista muy destacada en su región en el deporte de Basquetboll y futsal, cual representó a su localidad en varios lugares del entorno, es modelo revelación 2017 y participó en el Miss Santa Cruz 2017 gracias a una invitación de la Agencia tras ser ganadora de Miss Buena Vista 2016.

## Miss Santa Cruz 2017
Yasmin, tras ser invitada por Promociones Gloria a participar en el Miss Santa Cruz 2017, que se llevó a cabo el 23 de abril en el salón Sirionó de la Fexpo, Santa Cruz, en representación de su región Buena Vista, y así haciéndose como la máxima ganadora del evento y llevando la Primera Corona para su región.

## Miss Bolivia Universo 2017
Pinto participó en el Miss Bolivia Universo 2017 que se llevó a cabo el 1 de julio en Santa Cruz, Bolivia representando a Santa Cruz como (Miss Santa Cruz); donde compitió con otras 23 candidatas representantes de diversos departamentos del país y al final de la velada se adjudicó como Miss Bolivia Mundo 2017, siendo coronada de manera directa viendo la los prototipos que exige el Miss Mundo y así el jurado la eligió.
La ganadora del Miss Bolivia Universo fue Gleisy Noguer de Pando.

## Miss Mundo 2017
Desde 2015 la representante Boliviana a Miss Mundo se escogía en el certamen Miss Bolivia Mundo. Sin embargo, en 2017 este certamen no se realizó debido a la crisis económica, política y social que afronta el país y la agencia, por tal motivo, Gloria Suárez (Presidenta de la Agencia Promociones Gloria y encargada de realizar dichos concursos) decidió unir ambos concursos, y así elegir a la nueva representante boliviana al 67.ª edición del certamen mundial que se llevará a cabo en el "Shenzhen Dayun Arena" en la ciudad de Shenzhen, China el sábado 25 de noviembre.